# Daniel Freedman
Daniel Z. Freedman (Hartford, 1939) é um físico teórico estadunidense.